# Сіґне Гассо
Сіґне Гассо (швед. Signe Hasso, уроджена: Сіґне Елеонора Сесілія Ларссон швед. Signe Eleonora Cecilia Larsson; нар. 15 серпня 1915, Стокгольм — пом. 7 червня 2002, Лос-Анджелес) — шведська та американська акторка театру та кіно.

## Життєпис

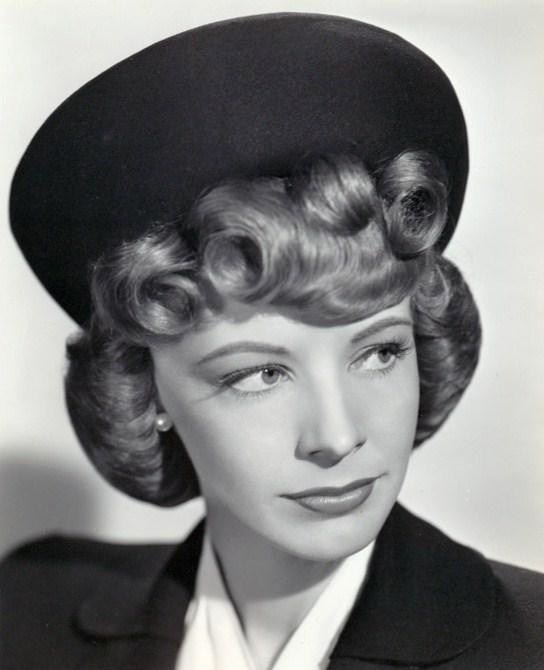
Сіґне Гассо у стрічці Дивний трикутник, 1946

Сіґне Гассо народився 15 серпня 1915 року в Стокгольмі, Швеція. Її батько помер, коли їй було чотири роки. Виховувала її мати, яка працювала кухарем. Акторську кар'єру розпочала у 1927 році, коли її виповнилось 12 років, на сцені Королівського драматичного театру.
Зкінчила акторську школу при Королівському драматичному театрі Швеції, вчилася разом з Інгрід Бергман, Гуннаром Бьйонстрандом. В 1933—1939 роках грала на сцені Драматен у п'єсах Шиллера, Ібсена, Стріндберга, Гофмансталя, о'Ніла. 
У 1933 році дебютувала в кіно. В 1933—1941 роках була одружена з кінооператором Гаррі Хассе, взяла його прізвище. 
У 1940 році разом з чоловіком переїхала до США, уклала контракт з RKO Radio Pictures, потім — з Metro-Goldwyn-Mayer. Грала з Гері Купером, Спенсером Трейсі, Джорджем Рафтом, Джином Локхартом, Бобом Гоупом та іншими. Після 1950 року рідко з'являлася на кіноекрані, але багато працювала на телебаченні, грала на Бродвеї (в тому числі, у драмі Шоу «Візок з яблуками»), опублікувала кілька романів і книг віршів.
У 1953 році разом з Гаррі Гассо поставила фільм «Марія Іоанна».
1957 року її син Генрі загинув у автокатастрофі.
Померла Сіґне Гассо на 87-у році життя в клініці від пневмонії. До останнього дня поруч з нею був її товариш, актор Петер Стормаре.

## Особисте життя
У 1933-1941 роках була у шлюбі з кінооператором Гаррі Гассо.

## Вибрана фільмографія
- 1933: Будинок мовчання[sv] / Tystnadens hus — Сюзанна Браун

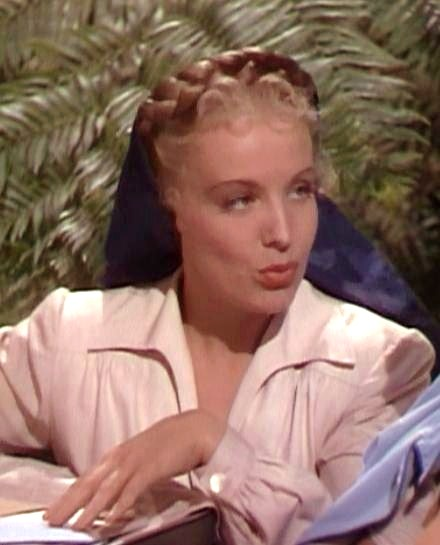
Сіґне Гассо у стрічці Історія лікаря Восселла, 1944

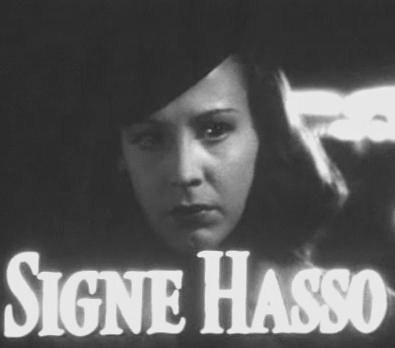
Сіґне Гассо у фільмі Джонні Ейнджел, 1945

- 1939 : Емілі Геґвіст / Emelie Högqvist (Густав Моландер)
- 1940: Сталь /Stål (Пер Ліндберг)
- 1940: Незаконнонароджений / Vildmarkens sång (Гельґе Лунде, Йоста Стевенс)
- 1941 : Den ljusnande framtid (Р. Моландлер)
- 1943: Assignment in Brittany (Джек Конвей)
- 1943 : Небеса можуть почекати[en] / Heaven can wait (Ернст Любич)
- 1944 : Історія лікаря Восселла (Сесіль Б.Де Мілль)
- 1944 : Сьомий хрест / The Seventh Cross (Фред Циннеман)
- 1945 : Dangerous Partners (Едвард Кан)
- 1945 : Будинок на 92-ій вулиці / The House on 92nd Street (Генрі Гетевей)
- 1945 : Джонні Ейнджел / Johnny Angel (Едвін Марін)
- 1946 : Скандал в Парижі / A Scandal in Paris (Дуглас Сирк)
- 1946 : Дивний трикутник[en] / Strange Triangle (Рей Маккэри)
- 1947 : Where there's Life (Сідні Лэнфилд)
- 1947 : Подвійне життя / A Double Life (Джордж Кьюкор)
- 1948 : До краю Землі / To the Ends of the Earth (Роберт Стівенсон)
- 1950 :  Crisis (Річард Брукс)
- 1950 : Це не може статися тут / Sånt händer inte här (Інгмар Бергман)
- 1966 : Picture Mommy Dead (Берт Гордон)
- 1973 : A Reflection of Fear (Вільям Фрейкер)
- 1975 : The Black Bird (Дейвід Гілер)
- 1976 : Шерлок Холмс у Нью-Йорку / Sherlock Holmes in New York (Борис Сагал)
- 1977 : I never promised you a Rose Garden (Ентоні Пейдж)
- 1981 : Евіта Перон / Evita Peron (Марвін Чомскі, телевізійний)
- 1998: One Hell of a Guy (Джеймс Д.Пастернак)
- 1998: Дон Жуан з пекла / One Hell of a Guy — Вівіан

## Визнання
Орден Вази (1972). Зірка акторки є на голлівудській Алеї Слави.